# Turjanci
Turjanci – wieś w Słowenii, w gminie Radenci. W 2018 roku liczyła 98 mieszkańców.